# Троугао Сјерпињског
Троугао Сјерпињског, који се назива и Сјерпињски конопац за једро или Сјерпињско сито, је фрактал и непокретна тачка са обликом једнакостраничног троугла, подељена рекурзивно у мање истостраничне троуглове. Првобитно је конструисан као кривина, ово је један од основних примера само-сличних сетова, односно, то је математички образац који може бити репродуктиван у било ком увећању или смањењу. Назван је по пољском математичару, Вацлав Сјерпињски али појавио се као декоративни образац много векова пре рада Сјерпињског.  

## Конструкције
Постоји много различитих начина изградње троугла Сјерпињског.

### Уклањање троуглова
Троугао Сјерпињског може бити изграђен од једнакостраничног троугла понављаним уклањањем троугаоних подскупова:
1. Почни са једнакостраничним троуглом
2. Подели га у четири мања подударна једнакостранична троугла и уклони централно место
3. Поновите корак 2 са сваким од преосталих мањих троуглова

Сваки уклоњен троугао је тополошки отворен скуп. Овај процес рекурзивног уклањања троуглова је пример коначног деобног правила.

### Скупљање и умножавање
Истом секвенцом облика, конвергирање до шерпинског троугла, може алтернативно да се генерише у следећим корацима:
1. Почните са сваким троуглом у равни (било који затворен, ограничен регион у равни ће заправо да ради). Правилан троугао Сјерпињског користи једнакостранични троугао са базом паралелном са хоризонталном осом (прва слика)
2. Скупљање троугла до ½ висине и ширине ½, чине три примерка, и постави три скупљена троугла тако да сваки троугао дотакне друга два троугла на углу (Слика 2). Обратите пажњу на појаву средишње рупе - јер три скупљена троугла могу да покрију само 3/4 подручја оригинала. (Рупе су важна карактеристика троугла Сјерпињског.)

1. Поновите корак 2 са сваким од мањих троуглова (Слика 3 и тако даље)

Имајте на уму да је овај бескрајни процес не зависи од почетног облика који представља троугао-то је само јасније на тај начин. Првих неколико почетних корака, на пример, квадрат такође има тенденцију ка троуглу Сјерпињском. Мајкл Барнсли користи слику рибе да ово илуструје у свом раду "В-променљива фрактала и суперфрактала.".
Стварни фрактал је шта ће се добити након бесконачног броја понављања. Више формално, један описује у смисао функција на затвореним скуповима тачака. Ако пустимо dа обратите пажњу на дилатацију са фактором од ½ тачке А, онда је троугао Сјерпињског са угловима А, Б и Ц фиксни скуп трансформације dа U dб U dц.
Ово је непокретна тачка, тако да када се операција примењује на било који други сет више пута, слике конвергирају ка троуглу Сјерпињском. То је оно што се дешава са троуглом изнад, али било који други скуп би било довољан.

### Игра збрке
Ако се узме тачка и примени се свака од трансформација dа, db и dc на њу случајно, добијене тачке ће бити густе у троуглу Сјерпињског, тако да следећи алгоритам ће поново генерисати самовољно блиске апроксимације на њих:
Почните са етикетирањем P1, P2 и P3 као угловима троугла Сјерпињског, и случајних тачке V1. Комплет Vn+1 = ½ (Vn + Пgn), где је rn је случајни број 1, 2 или 3. Нацртајте тачке V1 до V∞. Ако је прва тачка V1 била тачка на троуглу Сјерпињском, онда све тачке Vn леже на троуглу Сјерпињског. Ако прва тачка V1 која лежи у кругу троугла није тачка на троуглу Сјерпињског, онда ниједна од тачака Vn неће лежати на троуглу Сјерпињског, али оне ће конвергирати ка троуглу. Ако је V1 изван троугла, једини начин да Vn слети на стварне троуглове, је ако је Vn део троугла, да је троугао бесконачно велики.
Или много једноставније:
1. Узмите 3 тачке у равни да формирате троугао, али не морате га нацртати
2. Случајно изаберите било коју тачку унутар троугла коју ћемо сматрати вашим тренутним положајем
3. Случајно изаберите једну од 3 највише тачке
4. Померите пола удаљености од ваше тренутне позиције до највише
5. Скицирајте тренутну позицију
6. Поновите од корака 3

Напомена: Овај метод се назива игра збрке, и представља пример система итериране функције. Можете почети са било које тачке изван или унутар троугла, и то би на крају формирало троугао Сјерпињског са неколико тачака од преосталих (ако полазна тачка лежи на оквиру троугла, не постоје преостале тачке). Занимљиво је да то урадите са оловком и папиром. Кратак преглед се формира након постављања око стотину тачака, а детаљ почиње да се појављује после неколико стотина.

### Стрелица криве
Друга конструкција за троугао Сјерпињског показује да може бити конструисан као крива у равни. Формирана је поступком поновљених модификација једноставнијих кривина, аналогно изградњи Кохових пахуља :
1. Почните са једним сегментом линије у равни
2. Непрекидно замењујте сваки ред сегмента криве са три краћа сегмента, формирајући угао од 120° на свакој раскрсници између два узастопна сегмента, са првим и последњим сегментима криве или паралелно на оригиналном делу или формирајући угао од 60° са њом.

Добијени фрактал крива се зове Сјерпињска стрелица криве, а његов облик је ограничен троуглом Сјерпињским

### Целуларни аутомат
троугао Сјерпињског такође се појављује у одређеном целуларном аутомату (као што је правило 90), укључујући оне који се односе на Конвејеву игру живота. На пример, живот налик Целуларном аутомату Б1/С12 када се примењује на једној ћелији ће генерисати четири апроксимације на троуглу Сјерпињском. Временско-просторни дијаграм репликатора обрасца у целуларном аутомату често подсећа на троугао Сјерпињског.

### Паскалов троугао
Ако се узме Паскалов троугао са 2n редова и беле боје парни бројеви , а непарни црни бројеви , резултат је приближан троуглу Сјерпињском. Тачније, гранична вредност n која се приближава бесконачности овог парног и непарног обојеног Паскаловог троугла са 2n-реда је троугао Сјерпињског.

### Ханојска кула
Ханојска кула подразумева кретање дискова различитих величина између три клина, одржавањем особине да ниједан већи диск не сме бити постављен на врх мањег диска. Стања слагалице са N-дискова , и дозвољено кретање из једног стања у други, формирају графикон који може бити геометријски представљен као раскрсница пресека графикона сета троуглова преосталих после n-тог корака у изградњи троугла Сјерпињског. Тако у граници где n иде у бесконачност ова секвенца графикона може се тумачити као дискретна аналогија троугла Сјерпињског.

## Својства
За цео број димензија d, када удвостручујемо 2d објекат, стварамо 2 d копије, односно 2 копије за 1-димензионални објекат, 4 копије за 2-димензионални објекат и 8 примерака за 3-димензионални објекат. За троугао Сјерпињског, када удвостручујемо његову страну стварамо 3 копије њега. Троугао Сјерпињскогима Хаусдорфову димензију log(3)/log(2)≈ 1.585 што произлази из решавања 2d=3 за d

Подручје троугла Сјерпињског је нула (у лебеговој мери). Област која преостане након сваке итерације је јасно 3/4 подручја из претходне итерације, и бесконачан број итерација доводи до нуле.
Тачке троугла Сјерпињског имају једноставну карактеризацију у Барицентричним координатама. Ако тачка има координате (0..u1u2u3…,0.b1b2b3…,0.v1v2v3…), изражене као бинарни бројеви, онда је тачка у троуглу Сјерпињском само и само ако је u1+v1+b1=1 за свако i.

## Генерализација на друге модуле
Генерализација троугла Сјерпињског може да се генерише коришћењем Паскалов троугао ако се други Модул користи. Итерација н може се генерисати узимајући Паскалов троугао са Пн редова и бојењем бројева од њихове вредности за x mod P=R. Како се N приближава бесконачности, фрактал се генерише.
Исти фрактал се може постићи дељењем троугао у мозаик P2 сличних троуглова и уклањањем троуглова који су наопако од оригинала, затим итеративно овај корак са сваким мањим троуглом.
С друге стране, фрактал може да се генерише на почетку са троуглом и то умножавањем и уређивањем n(n+1)/2 нових фигура у истој оријентацији у већи слични троугао са теменима који додирују претходну фигуру, а затим итеративни тај корак.

## Аналогија у вишим димензијама
Сјерпињски тетраедар или тетрикс је тродимензионална аналогија троугла Сјерпињског, формирана у више наврата смањујући редовне тетраедре до једне половине првобитне висине, стављајући заједно четири копије овог тетраедра са додиривањем угловима, а затим поновити процес. Ово се може урадити са квадратном пирамидом и пет примерака. Тетрикс конструисан од почетног тетраедра од стране дужине L има својство да укупна површина остаје константна са сваким понављањем.
Почетни површина (верзија-0) тетраедар споредних дужина L је {\displaystyle L^{2}{\sqrt {3}}}. На следећој верзији, страна дужине је преполовљена
{\displaystyle L\rightarrow {L \over 2}}
и постоје 4 таква мања тетраедра. Стога, укупна површина након прве верзије је:
{\displaystyle 4\left(\left({L \over 2}\right)^{2}{\sqrt {3}}\right)=4{{L^{2}} \over 4}{\sqrt {3}}=L^{2}{\sqrt {3}}.}
Ово остаје случај након сваког понављања. Иако је површина сваког следећег тетраедра 1/4 свих тетраедара у претходним понављањима, постоји 4 пута више-чиме се одржава константна укупна површина.
Укупан затворени волумен, међутим, геометријски се смањује (фактор 0,5) са сваким понављањем и асимптотски тежи 0 како се број итерација повећава. У ствари, може се показати да, иако имају фиксирану површину, немају 3-димензионални карактер. Хаусдорофова димензија такве конструкције је ln4/ln2=2 која се слаже са коначном области са слике (А Хаусдорфова димензија строго између 2. и 3. би указивала 0 волумен и бескрајно подручје.)

## Историја
Вацлав Сјерпињски описао је троугао Сјерпињског 1915 године. Међутим, слични обрасци се појављују већ у 13. веку, Космати мозаици у катедрали Анањи, Италија, и другим местима централне Италије, за тепихе у многим местима као што су брод римске Базилике Санта Марија у Козмедина, и за изоловане троуглове позициониране у неколико цркава и Базилика. У случају изолованог троугла, интересантно је приметити да је понављање најмање три нивоа.